# Съёмочная камера

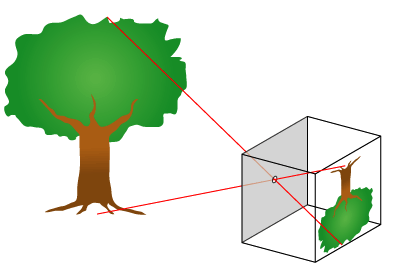
В основе всех съёмочных камер лежит принцип светонепроницаемого короба с отверстием, реализованный ещё в камере-обскуре

Съёмочная камера, чаще просто камера — обобщающее название всех оптических устройств, предназначенных для записи или передачи изображения, как неподвижного, так и движущегося. В разговорной речи слово «камера» часто заменяет все остальные термины, такие как фотокамера, кинокамера, телекамера, видеокамера и прочие. Общее название отражает сходство принципа действия всех этих устройств, в основе которых лежит светонепроницаемая камера. 
В большинстве языков слово «камера» ведёт своё происхождение от термина камера-обскура, обозначавшего наиболее раннее из приспособлений для отображения окружающих предметов. Камера-обскура представляла собой светонепроницаемую комнату или ящик с отверстием в одной из стенок. За счёт прямолинейности распространения света на противоположной стенке образуется перевёрнутое действительное изображение. Первая в истории фотография «Вид из окна в Ле Гра», сделана Нисефором Ньепсом около 1826 года с помощью такой камеры. В дальнейшем вместо простого отверстия стали использовать собирающую линзу, а позднее её заменили более совершенным многолинзовым объективом. На противоположной стенке крепится фотоматериал или фотоматрица. В большинстве случаев камера имеет форму параллелепипеда, но может быть произвольной конфигурации. Первая в мире Ganzmetallkamera, специализированная конкретно для фотографии, имела цилиндрическую форму и создавала круглые снимки.
С тех пор принцип действия устройств для регистрации изображения не претерпел существенных изменений, и остаётся общим как для химических, так и для электронных технологий. Исключение составляют только интегральная фотография и голография, в которых не требуется никаких объективов и светонепроницаемых камер. Все дополнительные устройства, устанавливаемые в современные камеры, носят вспомогательный характер и предназначены для повышения удобства и качества съёмки, или для ускорения передачи готовых изображений на расстояние. Некоторое отличие от общего принципа есть в камерах светового поля, использующих массив вторичных микрообъективов в фокальной плоскости основного.